# クレープシュゼット

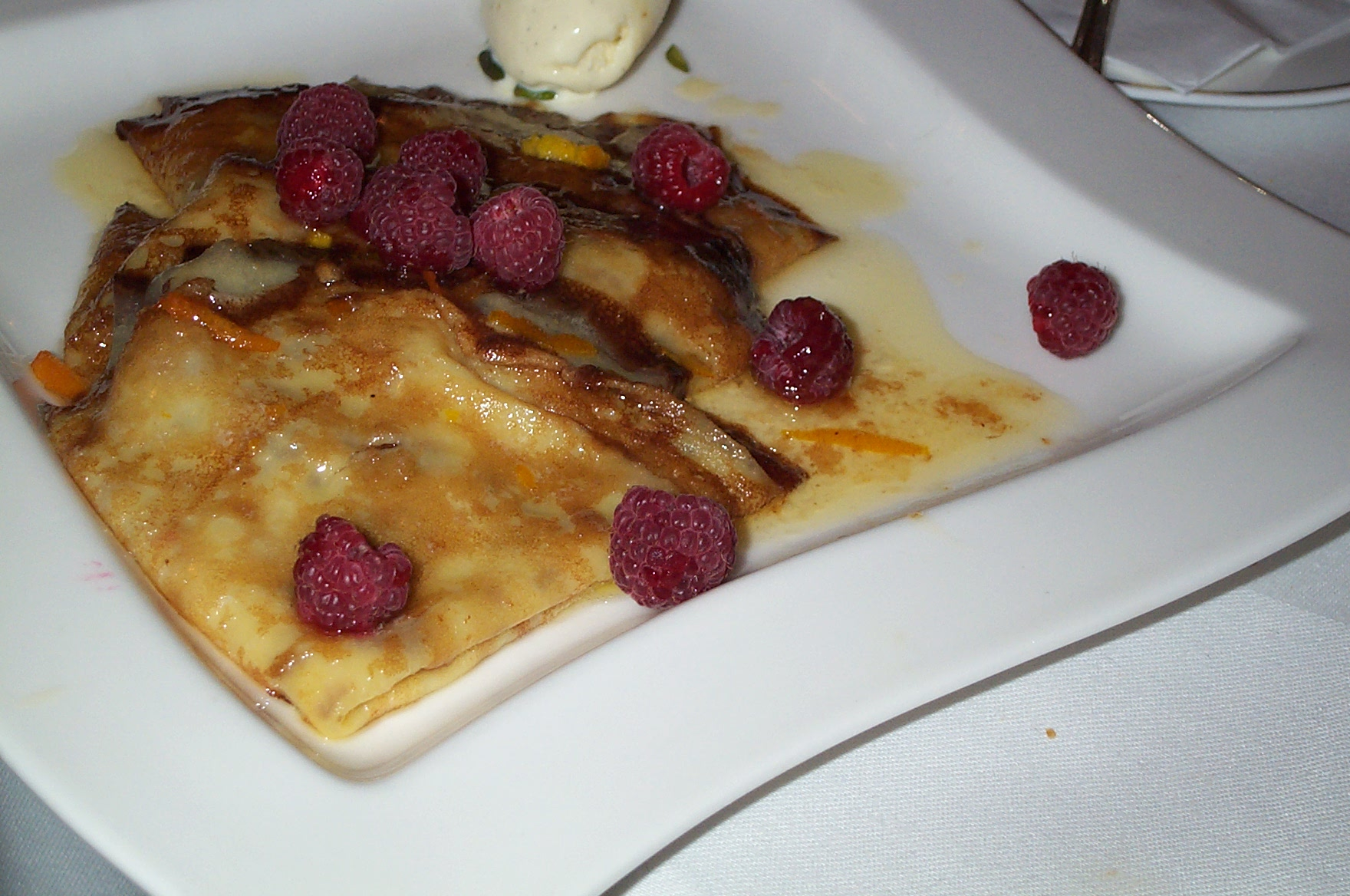
ラズベリーを添えたクレープシュゼット

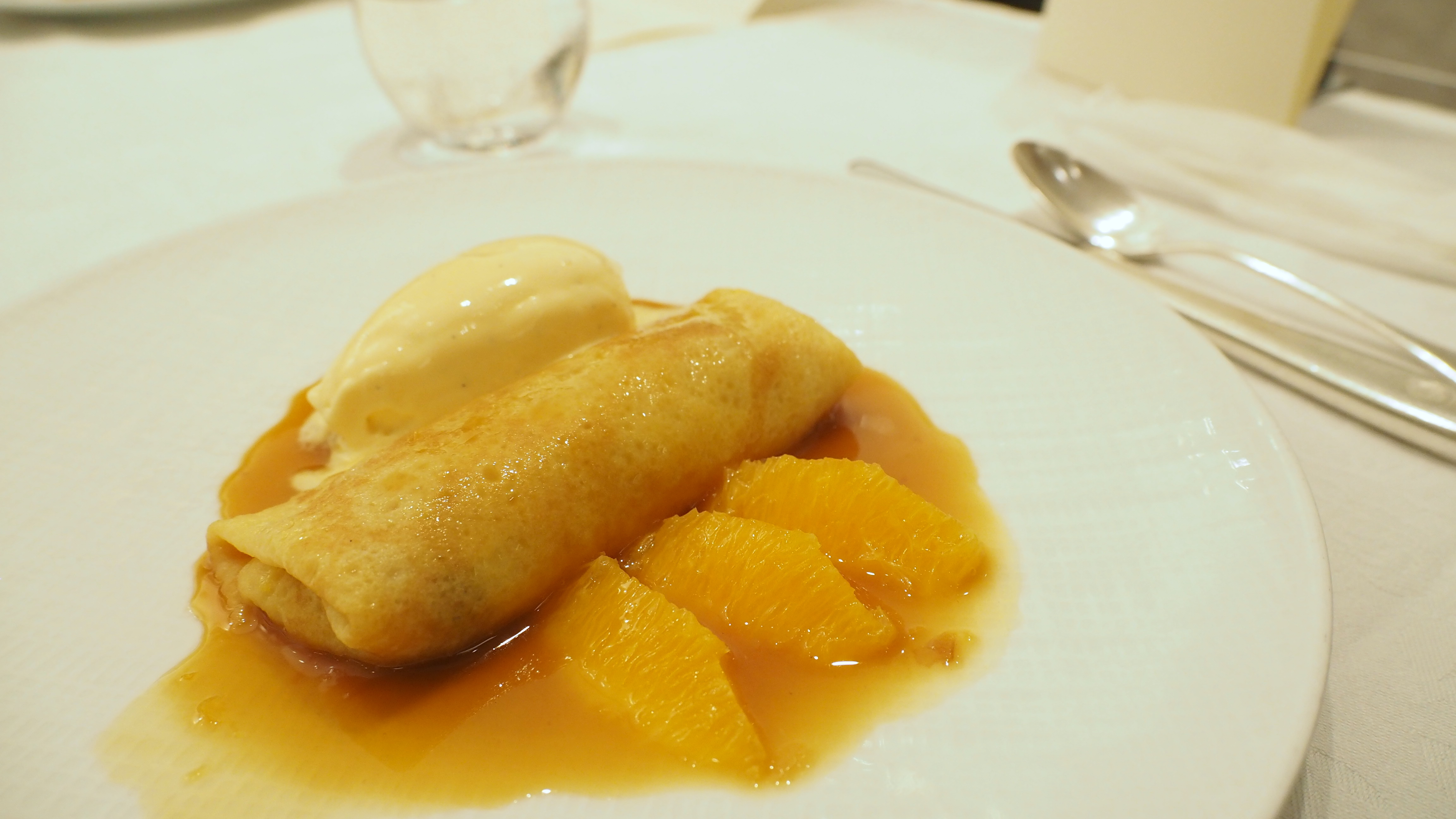
オレンジとアイスクリームを添えたクレープシュゼット

クレープシュゼット（Crêpe Suzette、あるいはクレープ・シュゼット）は、フランスの菓子で、熱いカラメルソースを掛けたクレープ、オレンジジュース、すりおろしたオレンジの皮、さらにフランベしたリキュール（通常はグラン・マルニエ）から成る料理である。オーギュスト・エスコフィエが「シュゼット・パンケーキ」としてレシピを著述し、世に広まった。
一般的には砂糖を掛けたクレープにグランマルニエを注ぎ、それに火を付けて作る。こうすることでグランマルニエのアルコールが蒸発すると同時に砂糖が濃厚なカラメルソースとなる。レストランなどでは派手な演出として客の目の前で作られることが多い。家庭などでフランベができない（あるいはしづらい）状況でも作れるレシピも存在する。1898年には既にフランスのレストラン、マリーにメニューとして出されていた。

## 起源
起源については諸説あり、一説には1895年にアンリ・シャルパンティエが「メートル・アト・モンテカルロ・ド・パリ」で当時14歳だったウェイター見習いに手違いで作ったというものがある。シャルパンティエは王太子、後のエドワード7世とその恋人シュゼットのためのデザートの準備をしているところだった。
以下はシャルパンティエの自伝の引用だが、後にプチ・ラルースでは異が唱えられている。プチ・ラルースの専門家はウェイター長ではなくシャルパンティエが接客を行っていたという点に関して疑問を呈している。
| 「 | 加熱した皿を扱っているうちに偶然リキュールに火がついてしまいました。私はデザートが駄目になったと思いました。王子とそのお連れの方は料理を待っています。どうすればいいんだろうと思いました。けれどもそれを味見したところ、これまでになくおいしいメロディでした。私は今でもそう考えています。まさに炎はさまざまな材料に味のハーモニーを奏でさせるのに必要不可欠なことだったのです。 王子はフォークでパンケーキを食べましたが、残ったシロップを取ろうとスプーンも使いました。王子はそこまでして自分が食べた料理の名前を私に聞きました。私は「クレープ・プリンセスとする予定です」と言いました。王子はパンケーキが性を支配したこと、料理が自分への賛辞であることを認めました。しかし王子はちょっとした意地悪から「淑女が1人いますよ」と言いました。シュゼットさんはすかさず立ち上がると小さなスカートを自分の手で大きく開いて王子にお辞儀をしました。「料理の名前をクレープ・プリンセスからクレープ・シュゼットに変えてくれませんか？」と殿下は言いました。こうしてクレープ・シュゼットは生まれ、洗礼を受け、その味は未開人から文化的な紳士へと洗礼を受けたのだと私は本当に信じています。その翌日、私は皇太子から宝石をちりばめたリングやパナマ帽、杖といったプレゼントを賜りました。 | 」 |

他の異説として
- 場面は上述のとおりだが、シュゼット嬢はその場に居合わせた紳士の娘の名である
- シュゼット（スザンヌ）・ライシェンベルグ（Suzanne Reichenberg)という女優に由来する
- 17世紀にシュゼット・カリニヤンという貴族の女性のためにジャン・ラドゥーという料理人が考案した

などの説がある。